# Bohinjsko jezero

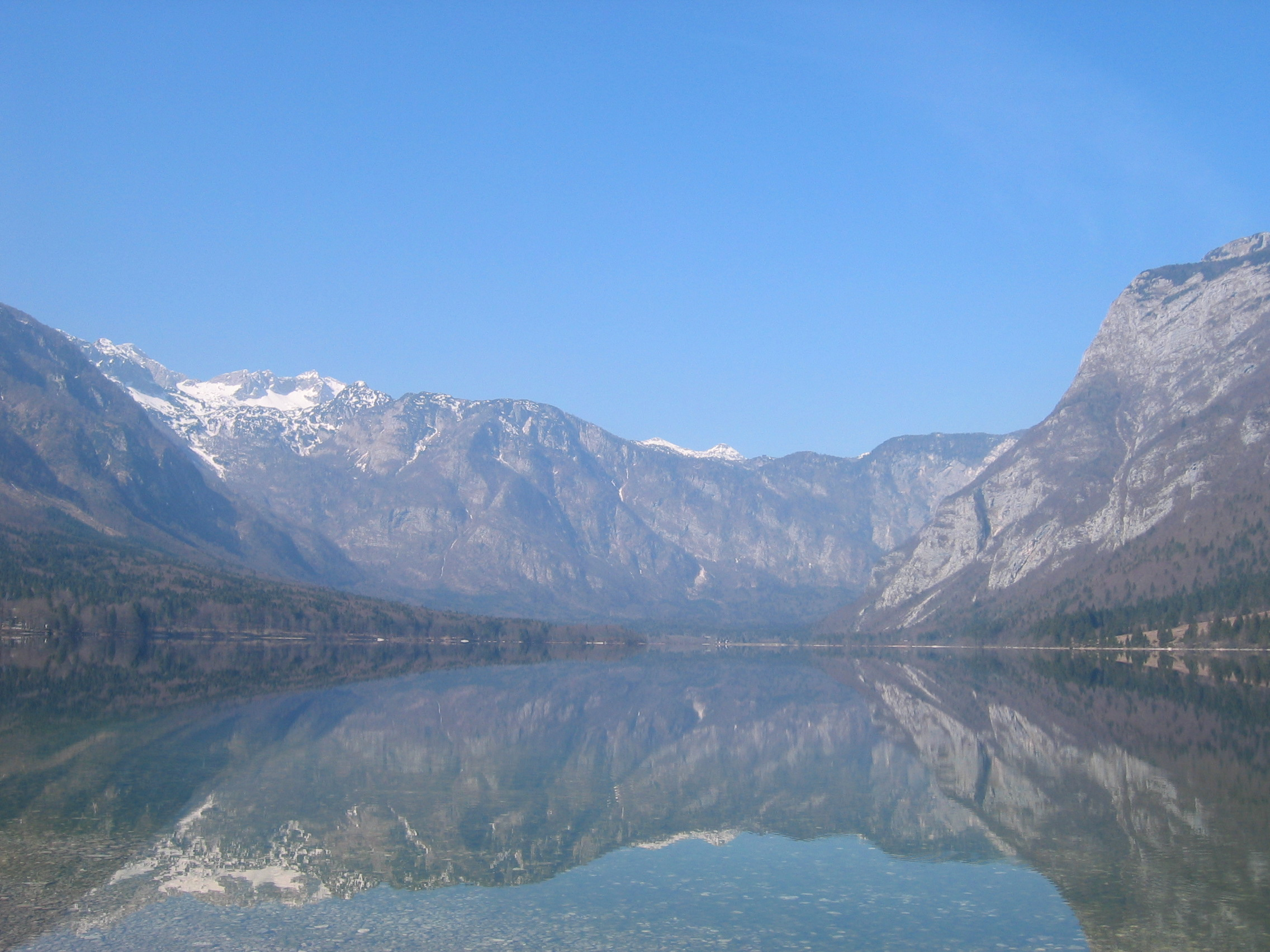
Blick Richtung Westen

Der Bohinjsko jezero (deutsch: Wocheiner See, bisweilen auch Bohinjsee) ist ein See mit einer Fläche von 3,18 km² im Nordwesten Sloweniens. Er liegt auf einer Höhe von 525 m. i. J. im Gebiet der Gemeinde Bohinj (Wochein) und ist Teil des Triglav-Nationalparks. Der See ist ca. 4100 Meter lang, ca. 1200 Meter breit und bis zu 45 Meter tief.
Hauptzufluss ist der im nahen Savica-Wasserfall (slowenisch: Slap Savice) entspringende Fluss Velika Savica (Große Savica). Er vereinigt sich mit der Mala Savica (Kleine Savica) zur Savica, die in den See fließt. Abfluss des Sees ist die Sava Bohinjka (Wocheiner Save), die sich bei Radovljica (Radmannsdorf) mit der Sava Dolinka zur Save (slowenisch Sava) vereinigt.

## Geografie
Der Name Bohinj/Wochein bezeichnet das Alpenbecken im Quellgebiet der Wocheiner Save von der Siedlung Soteska an aufwärts. Im oberen Abschnitt befindet sich ein geschlossenes Seebecken. Dieses gabelt sich dann in zwei parallel verlaufende Täler, Zgornja und Spodnja dolina (das Obere und Untere Tal), die durch die markante Bergscheide von Savnica (863 m) und Rudnica (946 m) getrennt werden. Im unteren Teil liegt das kleine Talbecken von Nomenj. Das gesamte Tal ist gut 20 km lang und höchstens 5 km breit.

## Erdgeschichte
Dieses Tal hat sich schon im Oligozän herausgebildet, als eine Meeresbucht von Osten bis hierher reichte. In den Eiszeiten schoben sich große Mengen Eis von den umliegenden Bergen herab, die das Becken mit Moränen zuschütteten. Das Becken des Sees von Bohinj bildete die Stirnmulde des Wocheiner Gletschers; die Stirnmoräne ist noch gut zu erkennen, besonders bei der Siedlung Stara Fužina. Die Gletscherablagerungen stauten das Wasser an der Ostseite auf und bildeten auf diese Weise den See. Selbiger war einst größer und höher, was die höheren Terrassen an der Ost- und der Südseite belegen.

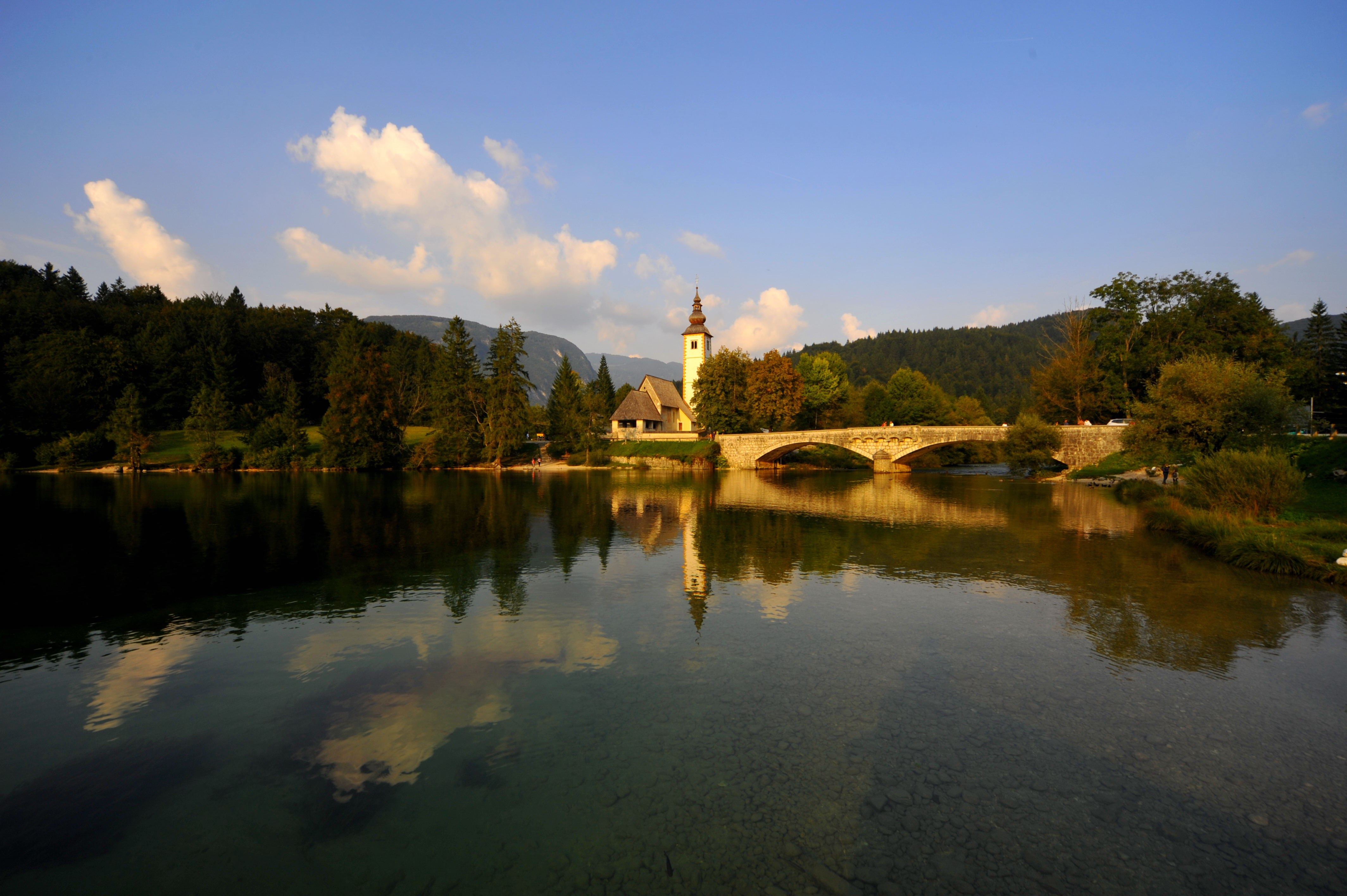
Brücke über die Wocheiner Sava am Seeabfluss mit der Kirche sv. Janez (Ribčev Laz)

## Limnologie
Der wichtigste ständige Oberflächenzufluss ist die Savica, die zum Teil als Wasserfall unterhalb der Komarča-Wand im oberen Teil des Seebeckens entspringt. Die Savica lagert Geröll im See ab, das ein immer größer werdendes Delta bildet. Das Seewasser erneuert sich dreimal jährlich. Hier leben 65 Arten von Algen, acht Arten von Weichtieren und fünf Arten von Fischen (Seeforelle, Aalquappe, Weißfisch, Elritze und Seesaibling). Bei Starkregenperioden erhöht sich der Spiegel des Sees um zwei bis drei Meter. Auf den schroffen Abhängen treten dann Gießbäche mit Wasserfällen auf, die Kies und Geröll im See ablagern können, jedoch wenige Stunden nach dem Regen zurückgehen und schwinden. Auf diese Weise sind mächtige Aufschüttungen entstanden, wie Naklova glava östlich der Siedlung Ukanc und Na jami unterhalb des Wasserfalls Govic. Im Winter friert der See fast regelmäßig zu.

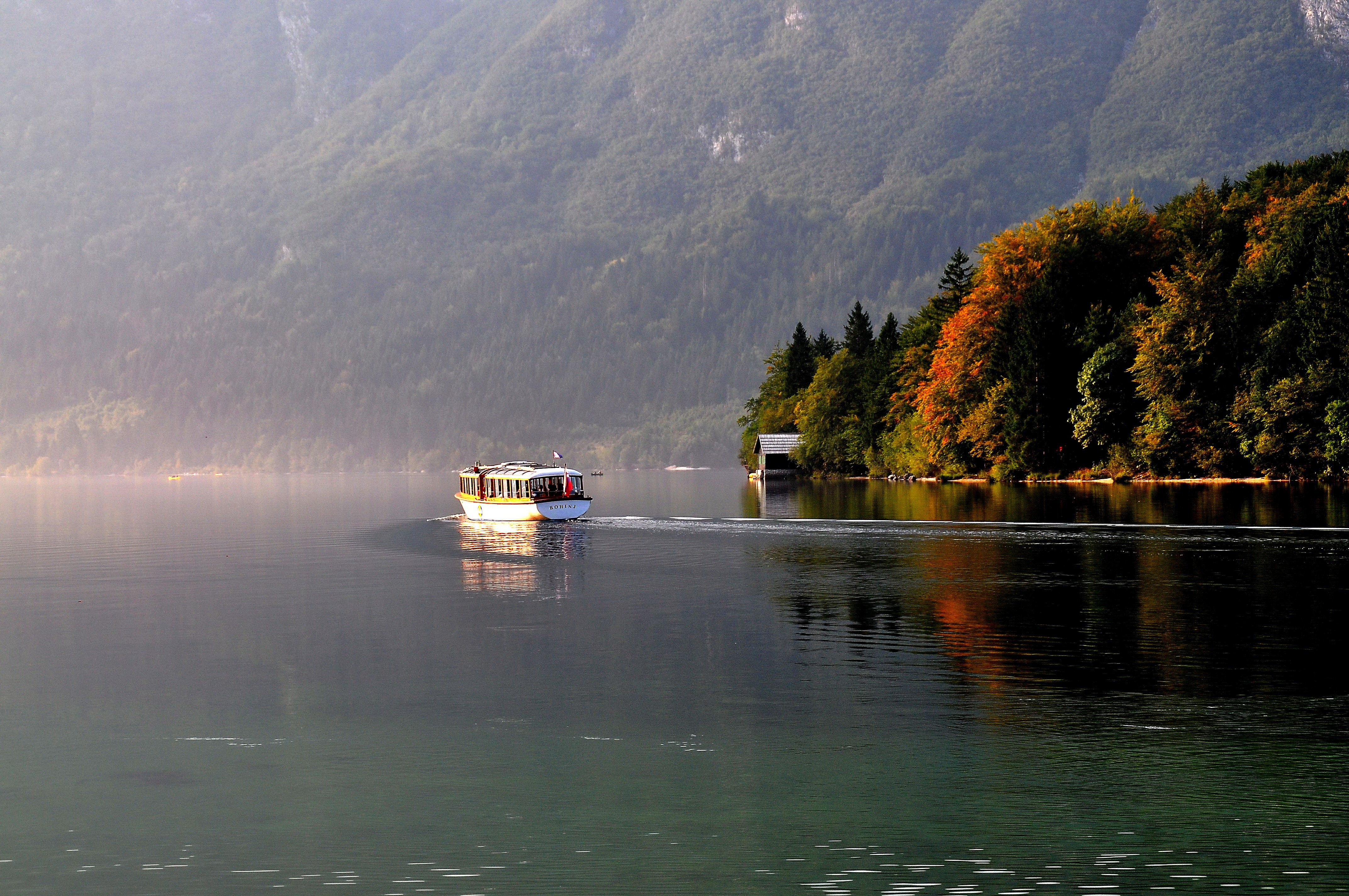
Seerundfahrt per Schiff

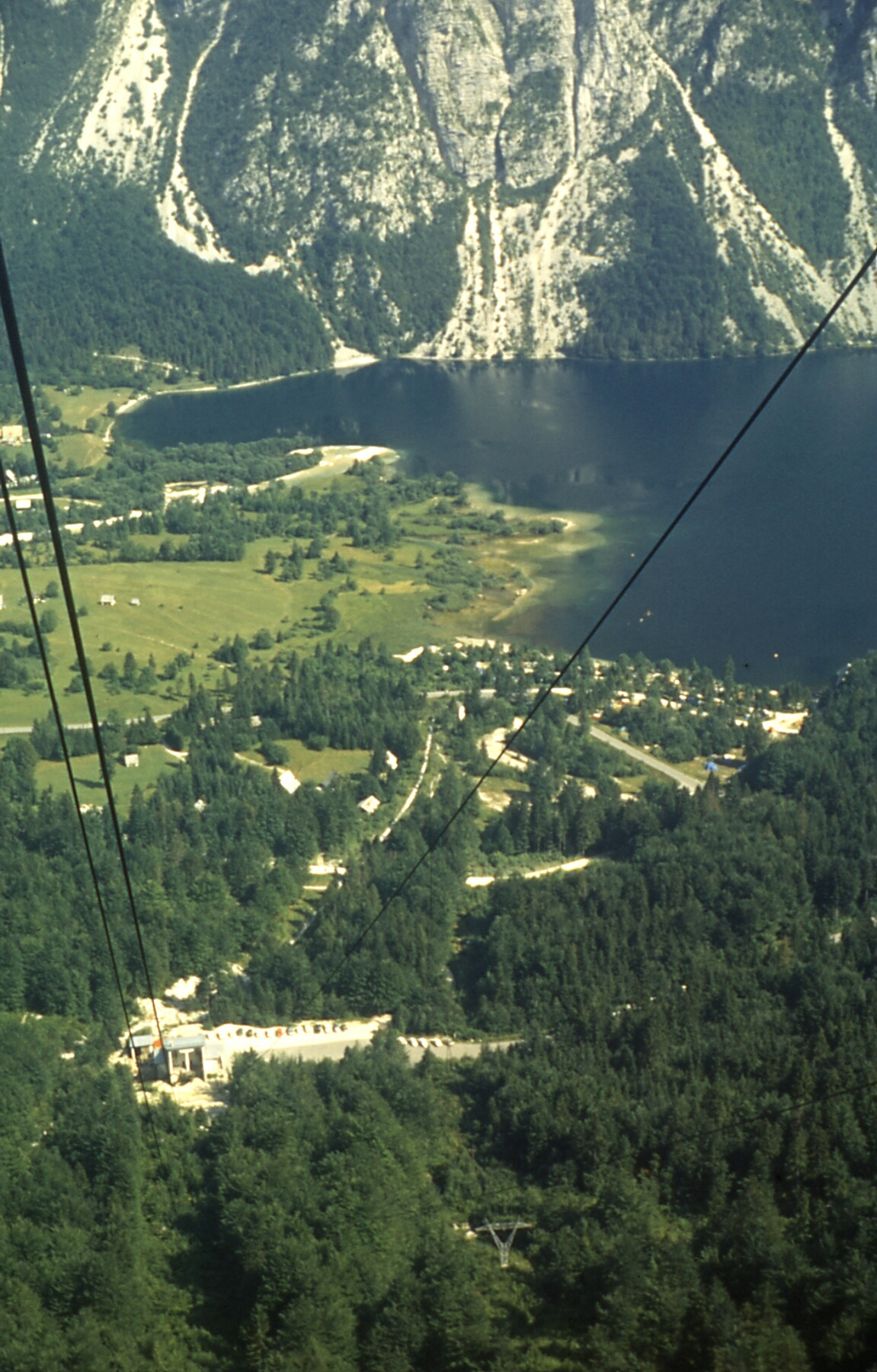
Blick auf den See von der Seilbahn aus (1971)

## Tourismus
Unterkünfte für Touristen gibt es in den Orten Ukanc, Ribčev Laz, Stara Fužina (Althammer) am Wocheiner See und in Bohinjska Bistrica (Wocheiner Feistritz), das vier Kilometer (süd-)östlich des Sees liegt. In den Dörfern der beiden Täler werden zahlreiche Privatzimmer angeboten. Der See kann in knapp drei Stunden zu Fuß umwandert werden. Straßenverkehr gibt es lediglich am Südufer des Sees zwischen Stara Fužina und Ukanc (Campingplatz).

### Seerundfahrt
Von Ribčev Laz am Südostende des Sees bis zum Anfang im Westen in Ukanc und zurück besteht eine Exkursionsgelegenheit mit einem kleinen Elektromotorschiff.

### Sportmöglichkeiten
Der klare See eignet sich besonders zum Baden und Rudern. Mit dem Auto leicht erreichbare Bootshäuser am Süd- und Nordufer des Sees verleihen Boote, Kanus, Kajaks und SUPs. Wegen der sanften Winde ist der See auch für weniger geübte Surfer und Segler geeignet. Wildwasserfahrten sind auf dem Fluss Sava Bohinjka möglich, doch erfordern die Stromschnellen im kürzeren, engen Teil gleich hinter dem Seeausfluss einen erfahrenen Bootsführer (Wildwasser II).
Empfehlenswert sind auch Mountainbike-Touren, jedoch muss man sich an die Regeln der Schutzzone des Nationalparks Triglav halten. Im Hotel Jezero gibt es ein Hallenschwimmbad. Auf der Vogar-Alm findet man geeignetes Gelände zum Drachen- und Gleitschirmfliegen.
Auf der Kobla oberhalb von Bohinjska Bistrica und dem Vogel oberhalb von Ukanc bestehen Skigebiete. Die Wiesen in und um Bohinj bieten gute Langlaufbedingungen. Die Hochgebirgswelt oberhalb von Bohinj zählt zu den besten Tourenskigebieten in den Julischen Alpen.